# Канерштейн, Александр Михайлович
Алекса́ндр Миха́йлович Канерште́йн (13 июля 1933, Киев — 24 декабря 2006, там же) — советский и украинский композитор, педагог и пианист. Заслуженный деятель искусств Украины (1993). Лауреат премии Б. Лятошинского (1996). Лауреат премии М. Вериковского (2003).

## Биография
Родился 13 июля 1933 года. Сын дирижёра Михаила Канерштейна.
В 1955 году окончил Киевскую консерваторию по классу композиции Б. Лятошинского, а через год по классу фортепиано у К. Михайлова.
Ещё в 1955 году дирижёр Н. Г. Рахлин исполнил Первую симфонию А. Канерштейна.
С 1957 года стал преподавать в Киевском музыкальном училище.

## Избранные произведения
- Кантата «С тобой мы, сестра-Россия» на стихи А. Новицкого (1954)
- Концерт для камерного оркестра «Струнный квартет» (1954)
- Симфония I (1955)
- Кантата для симфонического оркестра — 7 симфоний (1955, 1959—60, 1976, 1977—78, 1982, Американская — 1994, «Quo vadis aveum?» (с хором, сл. В. Коротича, 1997)
- Симфония II (1960)
- «Фестивальная увертюра» (1960)
- Фестивальная увертюра (1961)
- Концерт для фортепьяно (1966—67)
- Опера «Не склонившие головы». Либретто И. Комаровой И Г. Коньковой по киносценарию Д. Смита (1967)
- Концерт для фортепиано и симфонического оркестра (1967)
- Кантата «XX век» на стихи В. Коротича (1966 или 1986)
- Концерт для скрипки и симфонического оркестра (1970)
- Музыкально-хореографическая картина «Перевал» (1971)
- Концерт для скрипки (1971)
- Концерт для камерного оркестра «Образы» (1973)
- «Образы» (1973—76)
- Концерт для фортепиано, скрипки и виолончели «Трио» (1975)
- Симфония III (1976),
- Балет «Мальчиш-Кибальчиш» (либретто И. Каниина, 1977)
- Балет «Евпраксия» (либретто А. Стельмашенко по одноимённому роману П. Загребельного, 1982)
- Симфоническая фреска «Киевская Русь» (1982)
- Сюита из балета «Евпраксия» (1983)
- Балет «Тревожная молодость» (1984)
- «Встреча с прошлым» (Либретто О. Стельмашенка, 1985)
- Концерт для гобоя и фагота (1985)
- Концерт для квинтета духовых и ударных (1987, 2-а ред. 2001);
- Концерт для виолончели (1989)
- «Эпитафия: 29 сентября 1941 г.» (1991);
- Камерная опера «Отель любви». (Либретто О. Стельмашенка по новелле А. Моруа «Отель Тапатос»; 1994)
- Сюита из балета «Неуловимые в городе» («Тревожная молодость») (1999)
- Кантата для смешанного хора «Киевский диптих — воспоминания» (сл. Н. Зерова, 2001)
- Опера «Скованные одной цепью»
- Балет «Евпраксия»
- Музыкально-хореографическая картина «Перевал»
- Музыкально-хореографическая картина «Дон Кихот и Дульсинея»
- Музыка к мультфильму «Волшебные очки»
- Музыка к мультфильму «Одуванчик — толстые щёки»
- Музыка к мультфильму «День восьмой»
- Музыка к мультфильму «Сказка про белую льдинку»[3]

## Публикации
- Концерт для фортепиано с оркестром Соч. 12. Киев Муз. Украіна 1971. 63 с.
- Трио Для скрипки, виолончели и ф.-п.: Соч. 20. Киев Муз. Украина 1981. 40 с.